# Alfred Werner
Alfred Werner (12. prosince 1866 Mylhúzy – 15. listopadu 1919 Curych) byl švýcarský chemik, nositel Nobelovy ceny za chemii, kterou získal v roce 1913 za návrh oktaedrické struktury komplexů přechodných kovů. Werner položil základy koordinační chemie.
Zajímavostí je, že Alfred Werner byl prvním chemikem zabývajícím se anorganickou chemií, který Nobelovu cenu získal. Do roku 1973 byl také jediným.